# جينينغز
جينينغز (بالإنجليزية: Jennings)‏ هي مدينة أمريكية تقع في ولاية فلوريدا. تبلغ مساحة هذه المدينة 4.7 (كم²)،ويبلغ عدد سكانها 833 نسمة حسب إحصاء سنة 2010 م 833.تشير إحصاءات سنة 2000م بأن الكثافة السكانية في هذه المدينة تقدر بـ(177.2) نسمة/كم2 